# Dwight Muhammad Qawi
Dwight Muhammad Qawi, né Dwight Braxton, est un boxeur américain né le 5 janvier 1953 à Baltimore (Maryland) et mort le 25 juillet 2025 à Camden (New Jersey). Il est champion du monde des poids mi-lourds de 1981 à 1983, et des poids lourds-légers de 1985 à 1986.

## Carrière

### Jeunesse
Grandissant dans le New-Jersey, Dwight Braxton est incarcéré pour vol à main armée en 1972, pour une durée de cinq ans. Il apprend la boxe en prison, un de ses codétenus étant le futur challenger au titre de champion du monde mi-lourds James Scott. Il ne combattra pas en amateur.

### Débuts professionnels
Dwight Braxton dispute son premier combat professionnel le 19 avril 1978, et fait match nul contre Leonard Langley. Après une victoire, il connait une courte défaite sur décision des juges en 6 rounds pour son troisième combat, mais aligne par la suite 14 victoires. Il bat notamment l'ancien champion du monde Mike Rossman le 31 mai 1981, en le mettant KO d'un crochet du gauche au 7e round, ainsi que son ancien codétenu James Scott par décision unanime le 5 septembre de la même année. Il est désormais classé N°5 par la WBC.

### Champion du monde des poids mi-lourds
Le 19 décembre 1981, il combat pour le titre de champion du monde des mi-lourds WBC son compatriote Matthew Saad Muhammad. Le champion démarre fort, mais Braxton prend l'avantage dès le 2e round. Muhammad, au visage ensanglanté à partir du 4e round, est de moins en moins actif, et à la 10e reprise, il est envoyé à terre. Il se relève mais prend de nouveaux coups, l'arbitre arrête le combat au moment où l'un des hommes de coin de Muhammad intervenait pour l'arrêter. Dwight Braxton devient champion du monde. Converti à l'Islam, il change son nom pour Dwight Muhammad Qawi.
Il défend sa ceinture victorieusement en battant Jerry Martin par KO technique au 6e round le 21 mars 1982, et accorde une revanche à Matthew Saad Muhammad le 7 août de la même année, qu'il domine et remporte au 6e round par arrêt de l'arbitre. Qawi défend une troisième fois sa ceinture contre Eddie Davis le 20 novembre 1982, qu'il envoie à terre dès le 1re round. Davis se relève et remporte quelques rounds sur les cartes des juges, mais s'incline dans la 11e reprise.
Après ces trois défenses victorieuses, Qawi rencontre le 18 mars 1983 le champion WBA de la catégorie, Michael Spinks, qui a défendu victorieusement 5 fois sa ceinture. Qawi envoie Spinks à terre au 8e round mais s'incline aux points à l'issue des 15 reprises.

### Champion du monde des poids lourds-légers
Ayant des difficultés à rester en-dessous du poids minimal des mi-lourds, il choisit alors de poursuivre sa carrière en lourds légers, et y remporte quatre victoires par décision avant d'être opposé au champion du monde WBA le 27 juillet 1985, Piet Crous, invaincu en 24 combats. Le combat est serré sur les cartes des juges à l'issue des 10 rounds, deux juges voient les deux boxeurs ex aequo, le troisième donne Crous en avance de 2 points. Au 11e round, Qawi envoie son adversaire à terre deux fois et l'emporte par KO.
Il défend sa ceinture le 22 mars 1986 face à l'ancien champion du monde poids lourds et frère de Michael Spinks, Leon Spinks. Dominant le combat sur les cartes des juges, Qawi coince Spinks dans les cordes au 6e round et le frappe sans réponse, jusqu'à ce que l'arbitre arrête le combat.

### "Pandemonium": Dwight Muhammad Qawi contre Evander Holyfield I et II
Qawi affronte le 12 juillet 1986 son challenger Evander Holyfield , invaincu en 11 combats. Le combat, nommé "Pandemonium" est une opposition de style, et est très engagé : il est considéré comme un des meilleurs combats de la catégorie des lourds-légers. Qawi perd par décision partagée à l'issue des 15 rounds. Holyfield reconnaitra avoir beaucoup souffert à l'issue de ce combat.
Le 15 mai 1987, Qawi perd aux points en 10 rounds contre Ossie Ocasio  mais bat Lee Roy Murphy par KO technique au 6e round le 15 août et reste donc challenger N°1 pour l'IBF. Il rencontre Evander Holyfield en match revanche le 5 décembre. Il réalise un bon premier round, mais Holyfield a entretemps muri en tant que boxeur et n'est pas intimidé comme lors du premier combat. Plus actif et précis, il envoie Qawi à terre à deux reprises dans la 4e reprise. Ce dernier connaît la cinquième défaite de sa carrière.

### Dwight Muhammad Qawi contre George Foreman
En 1988, alourdi de 10 kilos, Qawi monte dans la catégorie des poids lourds et rencontre le 19 mars l'ancien champion du monde poids lourds George Foreman qui le met KO à la septième reprise. Qawi fait un bon premier round, lançant de puissants crochets. Mais bien que Qawi réussisse à placer quelques coups lourds épars dans les rounds suivants, il perd vite en mobilité et Foreman prend bientôt le contrôle du combat. Dans le 7e round, Qawi ayant pris beaucoup de coups souhaite visiblement abandonner, tournant le dos à Foreman après avoir encaissé un crochet droit, l'arbitre arrête le combat.

### Retour en poids lourds-légers
Il fait un retour en poids lourds-légers en novembre de la même année et remporte 4 victoires consécutives. Le 15 février 1989, il bat Tyrone Booze sur décision, et le 18 avril, bat Andre McCall pour le titre continental américain WBC. Il perdra cette ceinture aux points contre Mike Hunter le 16 mars 1990, mais la reprendra en battant l'ancien champion du monde Rickey Parkey qui doit renoncer après le 8e round, le 7 novembre 1991.
Il se retire des rings suite à une défaite aux points contre Nate Miller le 13 octobre 1992. Il fera un retour en 1997 à l'âge de 44 ans, remportant deux victoires contre des boxeurs inconnus avant de perdre son ultime combat aux points, contre Tony LaRosa.

## Distinction
- Dwight Muhammad Qawi est membre de l'International Boxing Hall of Fame depuis 2004.